# Villiers (Vienne)
Villiers é uma comuna francesa na região administrativa da Nova Aquitânia, no departamento de Vienne. Estende-se por uma área de 10,87 km². Em 2010 a comuna tinha 924 habitantes (densidade: 85 hab./km²).